# 少女クラブ
『少女クラブ』（しょうじょクラブ）は、大日本雄辨會講談社（現・講談社）が発行していた少女向け雑誌。1923年創刊、1962年廃刊。

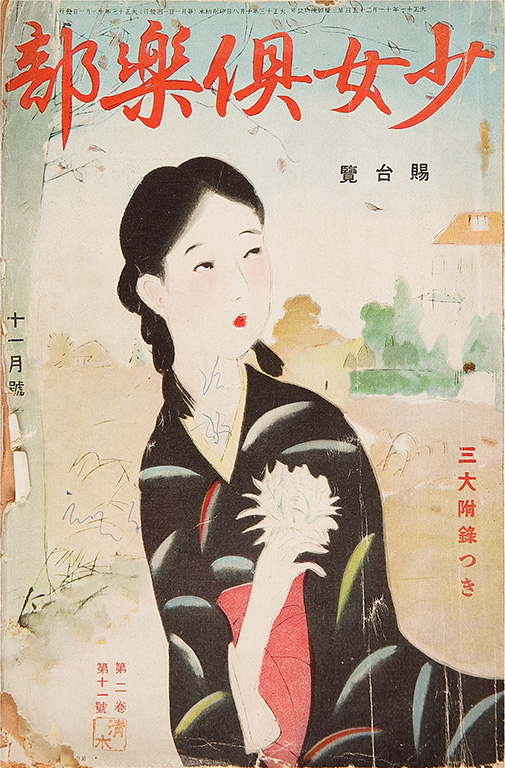
少女倶楽部 2巻11号1924年11月1日

## 概要
1923年に『少女倶楽部』として創刊され、1946年に雑誌名を『少女クラブ』に改め、1962年に廃刊となった（『週刊少女フレンド』へと発展）。少女小説や詩を中心に掲載していたが、後に漫画作品が主となった。『少女倶楽部』は長編小説に力を入れていたのが特色で、小学校高学年から女学校（高等女学校）低学年の少女を主な読者対象としていて、受験シーズンになると入試のための心得が掲載された。ライバル雑誌の『少女の友』・『少女画報』とは対照的に映画俳優や歌劇のスターを取り上げることはなく、紙面では良妻賢母的な人物が紹介されていた。そのため保護者からも支持を受け、発行部数第1位を維持した。発行部数は1923年が6万7千部、1937年が49万2千部。

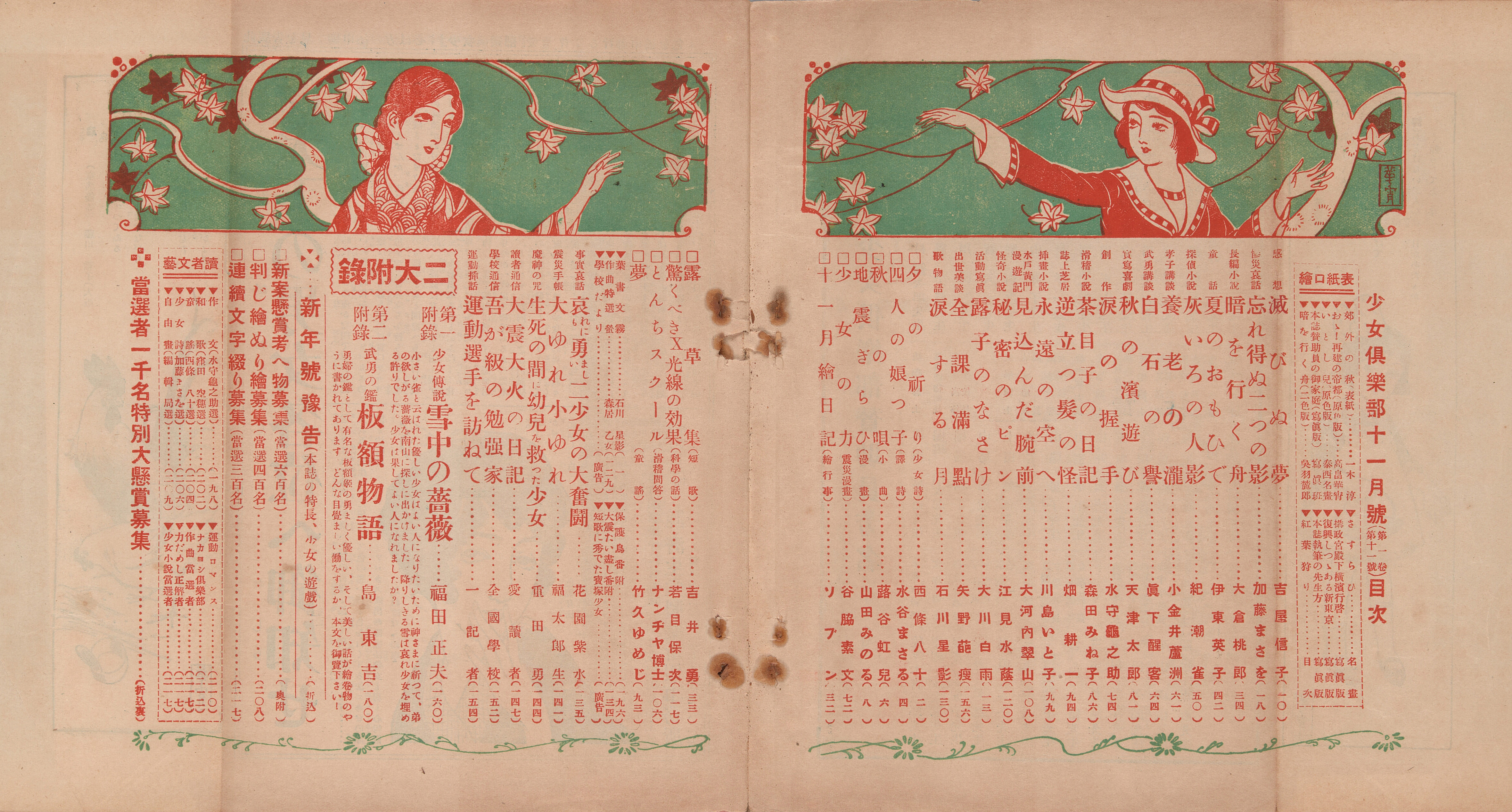
大正12年（1923年）11月号の高畠華宵の挿し絵
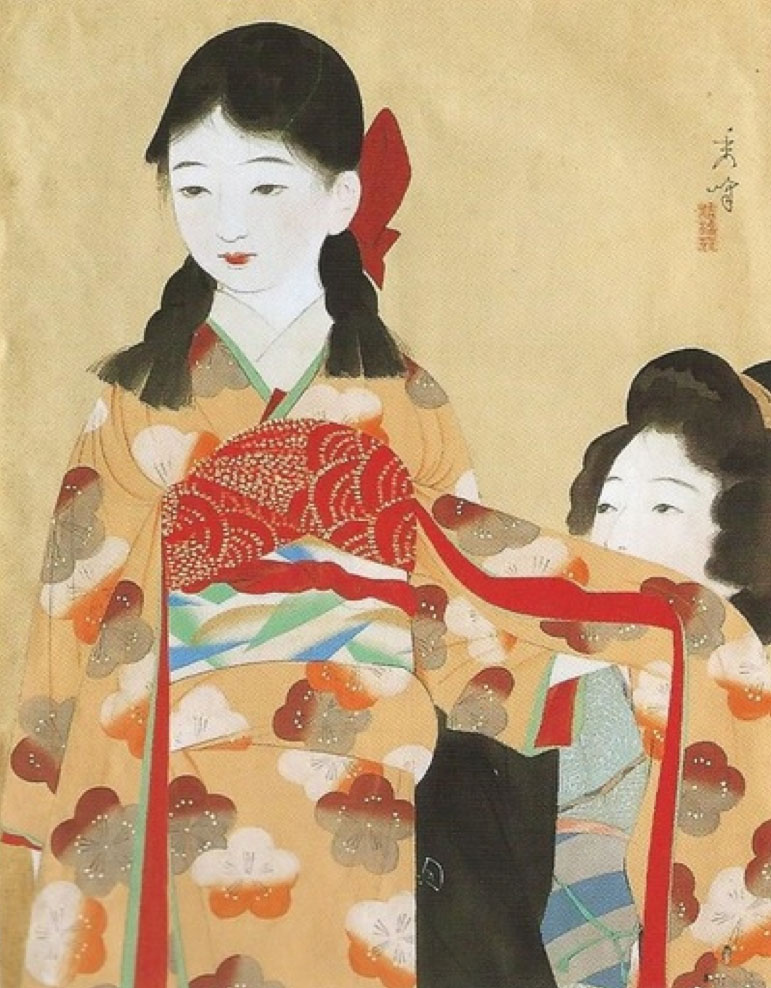
「母の愛」、昭和三年一月号（昭和2年刊<1927年>）山川秀峰口絵
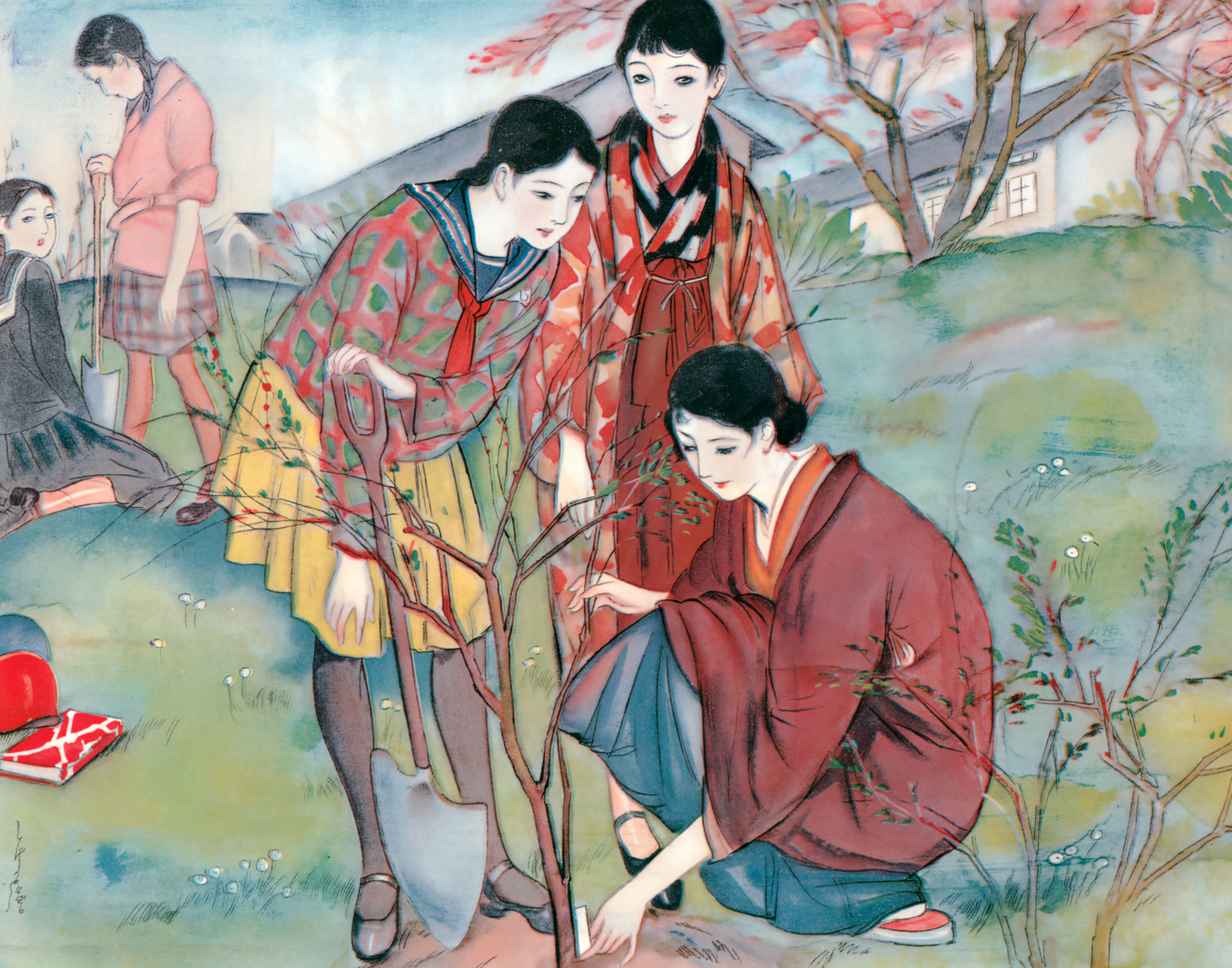
「記念樹」 須藤しげる (昭和6年〈1931年〉)
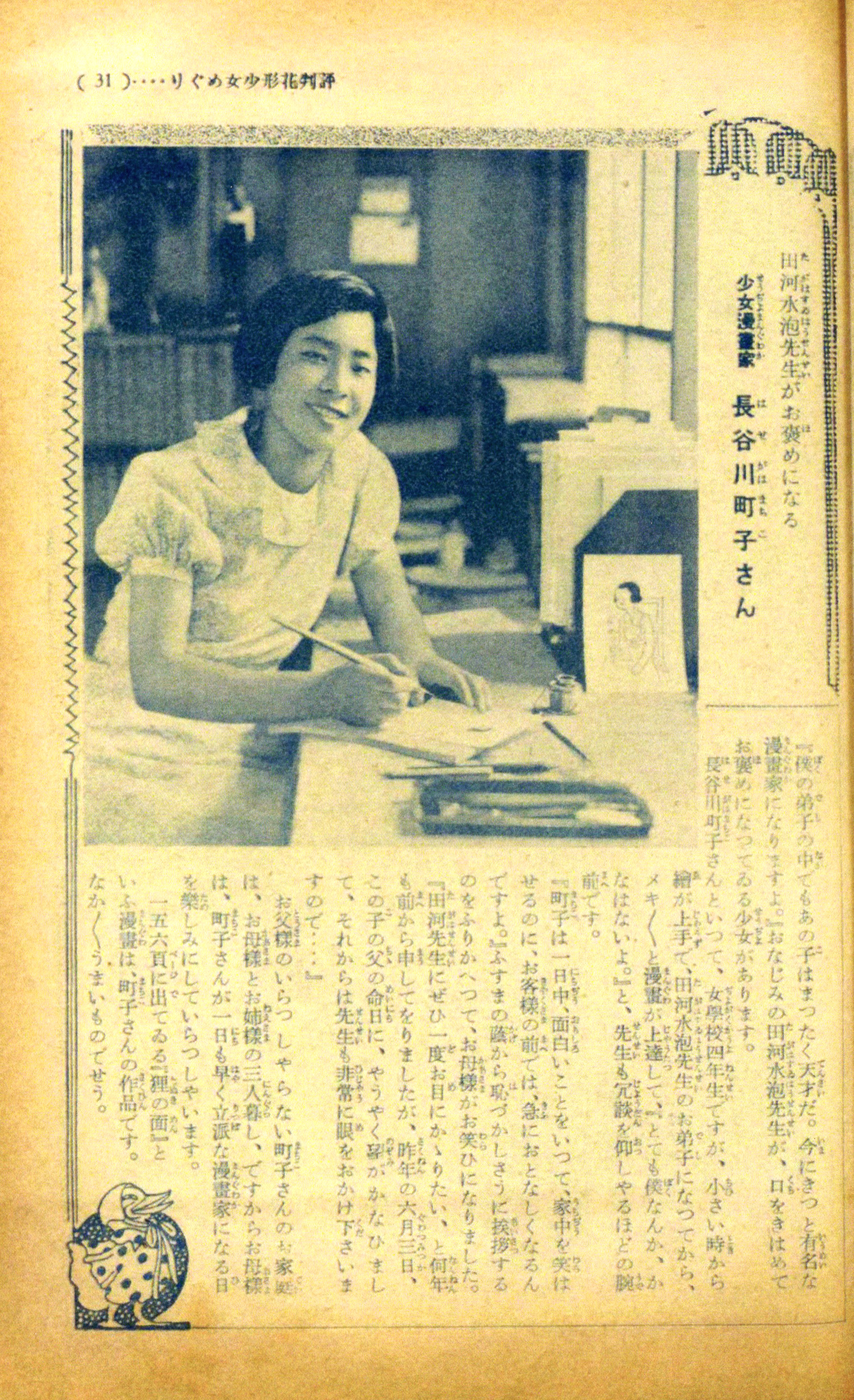
昭和10年(1935年)10月号に掲載された長谷川町子のグラビア写真。
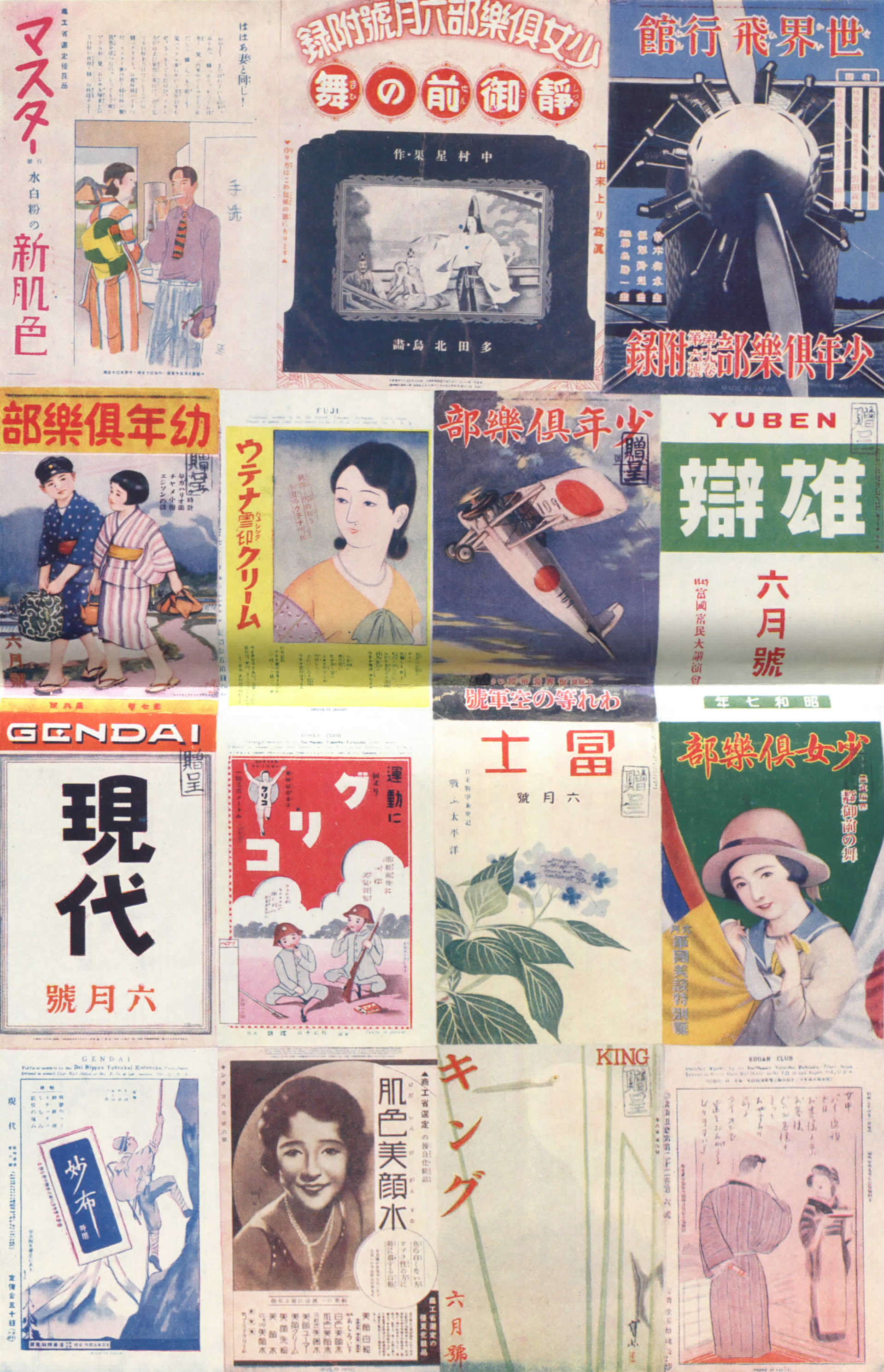
講談社出版物の表紙

## 主な作家

### 文学作品の作家
- 吉屋信子 - 『三つの花』（大正15年4月号-昭和2年6月号）、『白鸚鵡』（昭和3年1月-12月）、『七本椿』（昭和4年1月-12月）、『あの道この道』（昭和9年4月-10年2月）、『毬子』（昭和11年）
- 川端康成 - 『愛犬エリ』（昭和7年12月号）、『開校記念日』（昭和8年2月号）、『夏の宿題』（昭和8年7月号）、 『学校の花』（昭和8年9-12月号）、『薔薇の家』（昭和9年2月号）、『駒鳥温泉』（昭和10年2月号）、『弟の秘密』（昭和10年12月号）、『翼にのせて』（昭和11年6月号）、『コスモスの友』（昭和11年10月号）。
- 由利聖子 - 『我が家の合唱』（昭和16年）
- 西條八十 - 『天使の翼』（昭和12年-昭和13年）、『荒野の少女』（昭和14年1月号-昭和15年5月号）、『人食いバラ』（昭和28年1-12月号）、『幽霊やしき』（昭和29年1月号-12月号）、『流れ星の歌』（昭和30年1月号-12月号）
- 菊池寛 - 『心の王冠』（昭和13年1月号-昭和14年12月号）、『珠を争う』（昭和15年1月号-12月号）、『輝ける道』（昭和16年1月号-昭和17年3月号）
- 佐藤紅緑 - 『毬の行方』（昭和3年1月号-昭和4年7月号）、『朝の雲雀』（昭和4年4月号-昭和5年5月号）、『夾竹桃の花咲けば』（昭和5年7月号-昭和6年6月号）、『みどりの天使』（昭和6年）、『麗わしき母』（昭和7年）、『桃太郎遠征記』（昭和8年）、『朝日のごとく』（昭和9年）、『あの山越えて』（昭和10年）、『手に手をとって』（昭和11年）、『花咲く丘へ』（昭和12年）、『美しき港』（昭和13年）、『微風』（昭和14年）
- 佐々木邦 - 『プラスとマイナス』（大正14年）、『小女権論者』（大正15年）、『全権先生』（昭和5年）、『短所矯正同盟』（昭和3年）、『少女百面相』（昭和7年）
- 北川千代 - 『春やいづこ』(昭和6年)
- 細川武子 - 『乙女の国』（昭和21年1月号-12月号）
- 小糸のぶ - 『花いつの日に』、『また足音が…』、『リラの花かげに』、『花いつの日に』、『秋高し』、『星の道は遠い』、『白い雲のむこうに』、『風が泣くとき』
- 中沢ミチ夫 - 『おもかげ草紙』、『乙女の密使』、『観音笛』、『金鈴草紙』、『春駒人形』、『白雪おとめ』、『母恋山彦』、『郵便馬車の少女』
- 北條誠 - 『花は清らに』、『浅草』、『白いことば』、『涙にぬれて』
- 高木彬光 - 『鬼火の家』、『金色の猫』、『紅色のダイヤ』、『道化人形』
- 江戸川乱歩 - 『塔上の奇術師』、『魔法人形』
- 紅ユリ子 - 『三ちゃん物語』、『こんぺいとう先生』
- 北畠八穂 - 『海のオルガン』、『吹雪のタラ舟』
- 津村節子 - 『真紀とにいちゃん』
- 堤千代 - 『かえで鳥の歌』
- 横山美智子 - 『冬に咲く花』
- 大原富枝 - 『昌子と珊瑚細工』
- 井上靖 - 『赤い実』
- 船山馨 - 『白鳥はかなしからずや』
- 加藤まさを - 画家、詩人。詩と挿絵からなる『月の沙漠』を発表。

### 漫画家
- 田河水泡 - 『窓野雪夫さん』
- 杉浦茂
- 原一司
- 長谷川町子 - 『仲よし手帖』、『サザエさん』（単行本「別冊サザエさん」に収録）
- 手塚治虫 - 『リボンの騎士』、『火の鳥』
- 石ノ森章太郎
- 水野英子
- ちばてつや - 『ユカをよぶ海』、『1・2・3と4・5・ロク』
- あすなひろし
- 西谷祥子
- 松本零士
- 杵渕やすお
- 赤塚不二夫 - 『くらやみの天使』、『おハナちゃん』、『青い目の由紀』
- 上田トシコ - 『フイチンさん』

### 画家
- 蕗谷虹児 - 挿絵、表紙絵を担当。
- 高畠華宵 - 同上。
- 加藤まさを
- 須藤しげる
- 嶺田弘
- 石原豪人 - 『塔上の奇術師』、『魔法人形』などの挿絵を担当。